# 스파키 (래퍼)
스파키는 대한민국의 가수다. 2020년 EP 《PEACE KEEPER》로 데뷔했다.

## 방송
- 쇼미더머니 10 (2021) - Top132

## 음반
- Unicorn's Fancy Resume (2021)
- Fruit Punch! (2021)
- 결론적으로 (2021)
- Love Rose (2022)
- Paint A Paradise (2022)

### 평화지킴이
- PEACE KEEPER (2020)